# Jean Boulet
Jean Boulet (* 16. November 1920 in Brunoy; † 14. Februar 2011 in Aix-en-Provence) war ein französischer Testpilot.

## Leben
Boulet absolvierte 1940 die École polytechnique und von 1942 bis 1944 die Supaéro. Danach trat er in den Dienst der Französischen Luftwaffe. 1947 wurde er Testpilot bei SNCASE. Der Leiter der dortigen Flugerprobung, Jacques Lecarme ermutigte ihn, sich auch auf Hubschrauber ausbilden zu lassen. Die Ausbildung dafür absolvierte er in den USA und erhielt seine Lizenz am 23. Februar 1948. Bei der Flugerprobung einer Sud-Est SE 535 Mistral am 23. Januar 1953 geriet er mit seiner Maschine ins Trudeln und musste sich mit dem Schleudersitz befreien und wurde somit der erste Franzose, der einen Schleudersitz benutzte.
Am 6. Juni 1955 erreichte er mit einer SE 3130 „Alouette II“ mit 8.209 m Höhe den Weltrekord. Darauf erreichte er mit einer modifizierten Alouette II (SE.3150) am 13. Juni 1958 die Rekordhöhe von 10.984 Metern. Den Erstflug der Aérospatiale SA 321 absolvierte er am 10. Juni 1959. Vier Jahre später, am 23. Juli 1963 erreichten er und Roland Coiffignon den Geschwindigkeitsweltrekord von 350,5 km/h auf diesem Hubschrauber. Am 21. Juni 1972 erreichte Jean Boulet mit einer Aérospatiale SA-315 eine Höhe von 12.442 m und stellte damit einen absoluten Höhenrekord für Helikopter auf, der erst am 23. März 2002 durch Fred North mit einer Eurocopter AS 350 in 12.954 m Höhe gebrochen wurde. Dieser Versuch wurde allerdings bis heute (2012) nicht von der FAI anerkannt, sodass in deren Datenbank nach wie vor Boulets Rekord als aktuell geführt wird.
Jean Boulet zog sich 1975 in den Ruhestand zurück und verstarb am 14. Februar 2011 neunzigjährig in Aix-en-Provence.

## Auszeichnungen (Auswahl)
- 1956: Orden für Zivilverdienst
- 1956: Ritter der Ehrenlegion
- 1957: Médaille de l’Aéronautique